# Синдор (городское поселение)
Синдор — административно-территориальная единица (административная территория посёлок городского типа Синдор с подчинённой ему территорией) и муниципальное образование (городское поселение с полным официальным наименованием муниципальное образование городского поселения «Синдор») в составе муниципального района Княжпогостского в Республике Коми Российской Федерации.
Административный центр — пгт Синдор.

## История
Статус и границы административной территории установлены Законом Республики Коми от 6 марта 2006 года № 13-РЗ «Об административно-территориальном устройстве Республики Коми».
Статус и границы городского поселения установлены Законом Республики Коми от 6 марта 2006 года № 13-РЗ «Об административно-территориальном устройстве Республики Коми».

## Население
| 2010  | 2011  | 2012  | 2013  | 2014  | 2015  | 2016  | 2017  |
| ----- | ----- | ----- | ----- | ----- | ----- | ----- | ----- |
| 2489  | ↘2462 | ↘2359 | ↘2315 | ↘2257 | ↘2239 | ↘2166 | ↘2161 |
| 2018  | 2019  | 2020  | 2021  | 2024  |       |       |       |
| ↘2115 | ↗2118 | →2118 | ↘2075 | ↘2017 |       |       |       |

## Состав
Состав административной территории и городского поселения:
| № | Населённый пункт | Тип населённого пункта      | Население |
| - | ---------------- | --------------------------- | --------- |
| 1 | Симва            | посёлок                     | 10        |
| 2 | Синдор           | пгт, административный центр | ↘2010     |
| 3 | Синдор           | деревня                     | 1         |